# Hemimyzon macroptera
Hemimyzon macroptera е вид лъчеперка от семейство Balitoridae.

## Разпространение
Видът е разпространен в Китай (Юннан).